# Football League Awards 2011
I Football League Awards 2012 sono stati consegnati il 20 marzo 2011 a Londra, Inghilterra. Si tratta della sesta edizione del premio avvenuta.

## Vincitori
Di seguito sono riportati il nome del premio originale, il nome del vincitore e la squadra di appartenenza:
- Championship Player of the Year - Adel Taarabt - Queens Park Rangers[2]
- League One Player of the Year - Craig Mackail-Smith - Peterborough United
- League Two Player of the Year - Ryan Lowe - Bury
- The Football League Young Player of the Year - Connor Wickham - Ipswich Town
- Championship Apprentice Award - Connor Wickham - Ipswich Town
- League One Apprentice Award - Dale Jennings - Tranmere Rovers
- League Two Apprentice Award - Kadeem Harris - Wycombe Wanderers
- Goal of the Year - Dean Furman - Oldham Athletic vs Notts County
- Fan of the Year - Kevin Monks - Coventry City
- PFA Player in the Community - Darren Moore - Burton Albion
- Community Club of the Year - Southend United
- Best Fan Marketing Campaign - Reading
- Best Matchday Programme - Middlesbrough
- Family Club of the Year - Cardiff City
- Outstanding Contribution to League Football - Dario Gradi MBE
- Outstanding Team Performance - Stevenage (3-1 vs Newcastle Utd in FA Cup Third Round)
- Unsung Hero - Jim Thompson - Burnley